# Jacareí
Pour les articles homonymes, voir Jacareí (homonymie).
Jacareí est une municipalité de l'État de São Paulo.
Ses communes voisines sont : São José dos Campos au nord et au nord-est ; Jambeiro à l'est ; Santa Branca au sud-est ; Guararema au sud-ouest ; Santa Isabel à l'ouest et Igaratá au nord-ouest.

## Médias
Au téléphonie, la ville était desservie par Telecomunicações de São Paulo. En juillet 1998, elle a été rachetée par la société espagnole Telefónica, qui a adopté la marque Vivo en 2012.
À l'heure actuelle est un opérateur de téléphonie mobile, téléphonie fixe, internet (fibre optique/4G), et télévision (satellite et câble).